# Songshan, Chifeng
Songshan är ett stadsdistrikt i Chifeng i den autonoma regionen Inre Mongoliet i norra Kina.